# 赋范可除代数
在数学中，一个赋范可除代数{\displaystyle A}是一个在实数域或复数域上的可除代数，它同时还是一个赋范线性空间，这里范数{\displaystyle \left\|\cdot \right\|}满足下面的性质：
{\displaystyle \left\|{xy}\right\|=\left\|x\right\|\left\|y\right\|}对所有的{\displaystyle x,y\in A}
尽管定义允许赋范可除代数是无限维的，但事实上并没有。仅有的实数域上的赋范可除代数（在同构意义下）有
- 实数，记号为R
- 复数，记号为C
- 四元数，记号为H
- 八元数，记号为O

这一结论被称为胡尔维兹定理。在所有以上情形中，范数由绝对值给出。注意，前三种是结合代数，而八元数是交错代数（结合性的一种弱形式）。
唯一的复数域上的赋范可除结合代数是复数域自身。
赋范可除代数是合成代数的一种特殊情况。合成代数是具有可乘的二次型的幺代数。通常的合成代数不必是可除的，相反，它可能含有零因子。实数域上的合成代数提供了三种额外的代数：分裂复数、分裂四元数和分裂八元数。